# Vitamin U
Vitamin U là muối của Metyl Methionin Sunfonium, có trong lá bắp cải tươi. Hàm lượng vitamin U còn tuỳ thuộc theo cách trồng, thu hái và bảo quản. Vitamin U không bền, dễ bị oxy hóa, bị phá huỷ ở nhiệt độ cao, tan trong nước, chịu được lạnh. Nhiều thí nghiệm khoa học đã cho thấy vitamin U có tác dụng chữa trị viêm loét dạ dày tá tràng, đại tràng.